# Йоганн Георг Коль

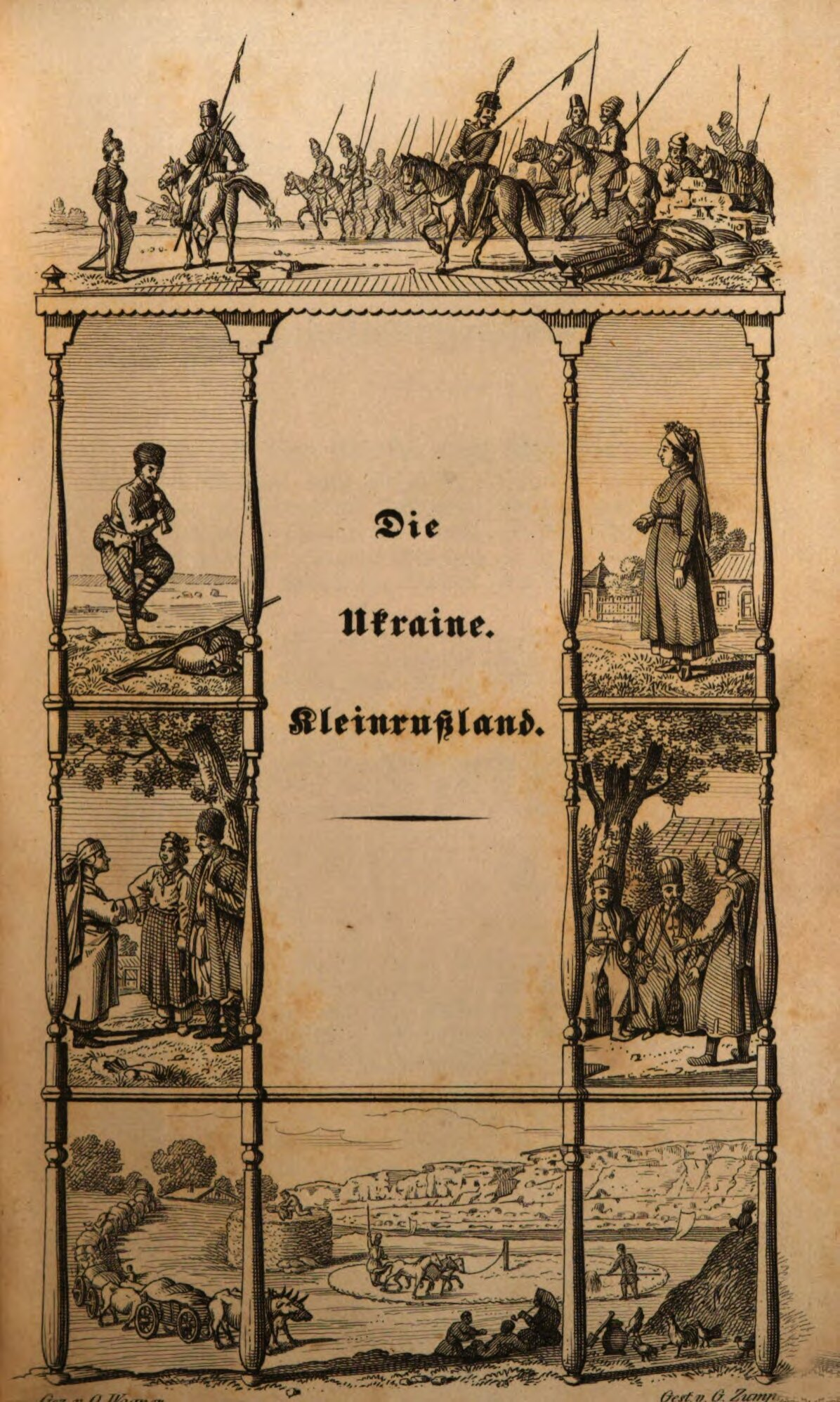
Книга «Подорож у Південну Росію: Україна, Малоросія» (1841)

Йоганн Георг Коль (нім. Johann Georg Kohl, 28 квітня 1808, Бремен — 28 жовтня 1878, Бремен) — німецький мандрівник, історик, географ, краєзнавець, перекладач, бібліотекар і письменник, основоположник антропогеографії.

## Біографія
Син торговця вином, Йоганн відвідував гімназію в Бремені, а потім вивчав право в університетах Геттінгена, Гейдельберга та Мюнхена. Після того, як у нього 1830 року не стало батька, Йоганну довелося припинити навчання, і він протягом 6 років учителював у Курляндії. Потім подорожував до Петербурга та інших частин царської Росії. У 1838 році Йоганн повернувся до Німеччини й оселився в Дрездені, звідки подорожував Європою.
Відвідав майже всі країни Європи і Північної Америки. Зібрані під час подорожей матеріали та власні спостереження лягли в основу книг з географії, а також з краєзнавства, у яких розповів про економіку, історичне минуле, зовнішній вигляд міст, освіту, торгівлю різних країн.

## Подорож по Україні
Його описи подорожей по Україні, в якій він побував у 1838 році, опубліковані в книгах «Мандрівки в Південну Росію» (1841), «Мандрівки по Росії і Польщі. Україна, Малоросія» (1841), «Мандрівки по Росії і Польщі. Буковина, Галичина, Краків і Моравія» (1841). У них є багато відомостей про природні умови, економіку і культуру України, побут і звичаї, високо оцінена краса і багатство українських історичних пісень та дум. Також подані основні дані з історії України XI-XVIII ст. Мандрівник наголошував на етнічній єдності українців Наддніпрянщини, Галичини, Буковини і Закарпаття.
Коль прожив доволі багато часу в Диканьці.
У книжці «Die Ukraine» (1841) Йоган Коль так описав свою подорож Україною:

«Українці живуть у гарних хатах, що аж сміються до вас. Вони не задовольняються миттям своїх хат, як у Голландії, але ще й білять їх вапном що два тижні. Тому їхні хати виглядають, як свіже випране лляне полотно.
В неділю дівчата рвуть квіти в своїх садках, роблять вінки, заплітають їх на своїй голові, і виглядають, як принцеси. Ці стрункі українські дівчата так дуже люблять квіти, що прикрашають ними свої коси навіть у будні дні і виглядають, як весталки богині Флори. А як вони люблять співати, можна бачити в їхніх селах і чого не побачите ніде інде; заквітчані жінки співають, як солов'ї, під час праці в полі …українці взагалі одягаються дуже пристойно; дбають дуже про чистоту і здоров'я свого тіла — цілком протилежність москвинам.
Огида українців до москвинів, їхніх гнобителів, є така велика, що її можна назвати ненавистю. Ця ненависть радше збільшується, а не зменшується. З другого боку, українці після того, як скинули польське панування, ставляться до поляків не зле. Найгірше, що скажуть про поляка, — це „дурний поляк“, але про москвина завжди „проклятий москаль“.
Українці є надзвичайно кепські російські патріоти. Любов і обожнювання царя, такі питомі москвинам, є цілком чужі і незрозумілі українцям. Українці коряться цареві, бо примушені силою, але його владу вони мають за чужу, силою їм накинену. Якщо ви не хочете образити українця, то не згадуйте йому про завоювання України Московщиною, бо українець є свідомий того, що Україна підписала вільний договір з Московщиною і що Московщина їх обдурила…
Нема найменшого сумніву, що одного дня величезна Московська імперія розвалиться, а Україна стане знову вільною і незалежною державою.
Цей час наближається повільно, але несхитно. Українці є нацією зі своєю багатою, мелодійною мовою, зі своєю власною дуже старою християнською культурою і з славними, героїчними традиціями. Нині Україна поділена поміж сусідами, але матеріял для будови української держави є готовий. Якщо не сьогодні, то завтра з'явиться будівничий, який збудує велику і незалежну Українську Державу».